# 名取燎太
名取 燎太（なとり りょうた、1998年7月21日 - ）は、日本の陸上競技選手。専門は長距離走。長野県諏訪郡富士見町出身。
富士見中学校卒業、佐久長聖高校卒業、東海大学体育学部卒業、コニカミノルタ陸上競技部在籍。

## 来歴・人物
富士見中学校3年夏の全国中学体育大会3000メートルで6位入賞。2013年10月27日の第44回ジュニアオリンピック陸上競技大会で自己ベスト8分35秒08で6位入賞。
佐久長聖高校在学中には3年連続で全国高校駅伝へ出場。2014年第65回高校1年2区（3km）4位、2015年第66回高校2年4区（8.0875km）6位、2016年第67回高校3年では、各校のエースが集う1区（10km）を走り29分22秒で区間賞を獲得。チームの総合成績は準優勝となった。
2017年1月天皇杯第22回全国都道府県駅伝では5区を走り同じく区間賞を獲得し長野県の7回目の優勝に貢献した。
佐久長聖高校卒業後は、箱根駅伝出場を目指し同郷の両角速監督率いる東海大学へ進学。しかし、入学前の3月に疲労骨折が判明し、復帰するまでに4ヶ月を要した。7月にホクレン・ディスタンスチャレンジ網走大会でレースに復帰し、夏合宿から本格的に走れる状態になったが、その後はレースに照準を合わせようと焦って調整し、故障するという悪循環を繰り返した。
大学2年生の夏に、両角監督から『再生工場』という名のもと「長い距離を歩くこと、ジョグすることから始めよう」と提案があり、チームから離れて別メニューで練習することになった。足のコンディションに注意しながら監督と二人三脚でトレーニングを始め、神奈川にある丹沢大山国定公園で50kmもの距離を歩いたこともあった。
地道な努力が身を結び、2019年3月に開催された日本学生ハーフマラソンで1時間03分31秒のタイムで自己ベストを更新。4月の焼津みなとマラソンでさらに1時間03分04秒とタイムを縮めて優勝を飾り、10月の札幌国際ハーフマラソンでも大会新記録となる1時間2分44秒で優勝と完全復活を遂げる。
大会に出る度に自己新記録を更新するという万全な体制で挑んだ2019年11月の秩父宮賜杯第51回全日本大学駅伝では、チームのアンカーとして出場し、1位と2秒差でたすきを受ける。そして4km過ぎにトップの青山学院・飯田貴之をとらえると、そのまま突き放し1位でゴール。東海大を16年ぶり2回目の優勝へと導き、大会MVPに選ばれた。
2020年の箱根駅伝では4区で区間2位の走りを見せたものの、東海大は準優勝に終わり総合2連覇を逃す（往路4位、復路1位）。
大学4年生となり多くの試合が新型コロナウイルスの影響で中止になるなか、9月に行われた東海大記録会で10000ｍを28分10秒51で自己ベストを更新。11月1日の「秩父宮賜杯第52回全日本大学駅伝」では、前年同様にアンカー区間（19.7km）を任され、終盤まで駒澤大・田澤廉と首位争いを繰り広げる。だが残り1.2kmで田澤に仕掛けられるとそこから一気に差を広げられ、惜しくも連覇を逃し準優勝となった。
2021年の箱根駅伝では2区に出走し、トップと6秒差で襷を受ける。1.4kmで法政大・河田太一平をとらえ一時トップに立つものの、9.2kmで東京国際大・イェゴン・ヴィンセントと創価大・フィリップ・ムルワにかわされる。14km過ぎには日体大・池田耀平にも追いつかれたがどうにか振り切り3位で襷リレー（区間8位）。その後、東海大は3区で再びトップに立ったが4区で順位を5つ落とすなど流れに乗れず、総合5位（往路5位、復路10位）に終わった。
東海大学卒業後はコニカミノルタに在籍。

### 大学駅伝戦績
| 学年（年度）       | 出雲駅伝              | 全日本大学駅伝              | 箱根駅伝                         |
| ------------------ | --------------------- | --------------------------- | -------------------------------- |
| 1年生 （2017年度） | 第29回 ― - ― 出走なし | 第49回 ― - ― 出走なし       | 第94回 ― - ― 出走なし            |
| 2年生 （2018年度） | 第30回 ― - ― 出走なし | 第50回 ― - ― 出走なし       | 第95回 ― - ― 出走なし            |
| 3年生 （2019年度） | 第31回 ― - ― 出走なし | 第51回 8区-区間2位 57分46秒 | 第96回 4区-区間2位 1時間01分37秒 |
| 4年生 （2020年度） | 第32回 （開催中止）   | 第52回 8区-区間3位 57分59秒 | 第97回 2区-区間8位 1時間07分30秒 |